# 斯捷波韋 (洛佐瓦區)
48°55′15″N 36°7′23″E / 48.92083°N 36.12306°E
斯泰波韋（烏克蘭語：Степове）是位於烏克蘭東部的村莊，由哈爾科夫州洛佐瓦區的洛佐瓦市鎮負責管轄。該村距離斯特拉斯涅3.5公里，始建於1930年，面積0.5平方公里，海拔高度141米，2001年人口260。